# Regent’s University London

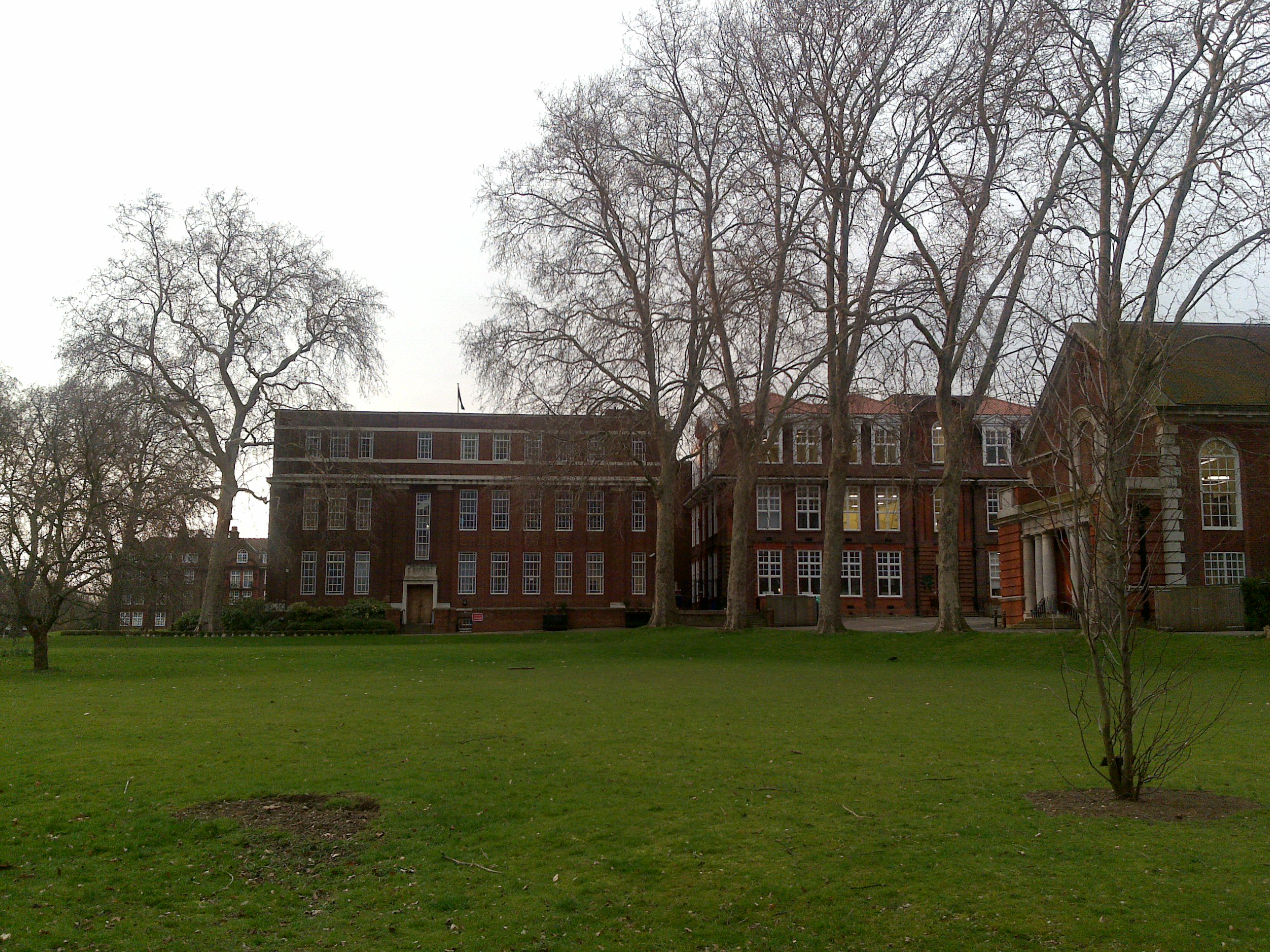
Regent’s University London

Die Regent’s University London ist eine nicht gewinnorientierte Privatuniversität in London. Die Regent’s University ist die zweite Institution im Vereinigten Königreich (nach der University of Buckingham), der der Status einer Privatuniversität gewährt wurde. Als solche ist sie eine von sechs Privatinstitutionen im Vereinigten Königreich, die akademische Grade verleihen dürfen. Sie ist die größte Universität unter den fünf Privatuniversitäten (und eine der zwei Non-Profit) im Land.
Die Universität weist eine internationale Studierendenschaft auf, mit Studenten aus insgesamt 130 Ländern. Lediglich 15 % der Studierenden stammen aus dem Vereinigten Königreich. Weitere 40 % kommen aus dem EU-Raum. 15 % der Studenten kommen aus den Vereinigten Staaten.

## Einteilung der Universität
- European Business School London
- Regent’s American College London
- Regent’s Business School London
- Regent’s Institute of Languages & Culture
- Regent’s School of Psychotherapy & Psychology
- Regent’s School of Drama, Film & Media
- Regent’s School of Fashion & Design

## Zahlen zu den Studierenden
Im Studienjahr 2022/2023 nannten sich von den 2150 Studenten der Regent’s University London Limited 1240 weiblich (57,7 %) und 910 männlich (42,3 %). 2021/2022 waren es 1865 Studierende gewesen, 1045 weiblich und 815 männlich.

## Bekannte Alumni (Auswahl)
- Mark Ehrenfried, deutscher Pianist
- Félix von Luxemburg, Prinz von Luxemburg
- Jetsun Pema, Königin von Bhutan
- Karl-Johan Persson, Präsident und CEO von H&M
- Kitty Spencer, Nichte von Prinzessin Diana
- Ruby Wax, Comedian
- Muhammad V., König und Staatsoberhaupt von Malaysia